# Conseil de l'Europe
Ne pas confondre avec le Conseil de l'Union européenne ni avec le Conseil européen, qui sont deux institutions d'une autre organisation internationale : l'Union européenne.
Pour les articles homonymes, voir COE.
Le Conseil de l'Europe (CdE ; en anglais : Council of Europe, CoE) est une organisation internationale qui rassemble environ 675 millions de ressortissants de 46 États membres, par le biais des normes juridiques dans les domaines de la protection des droits de l'homme, du renforcement de la démocratie et de la prééminence du droit en Europe. Le Conseil de l'Europe est doté de la personnalité juridique, reconnue en droit international public. Cette organisation intergouvernementale est instituée le 5 mai 1949 par le traité de Londres.
Les activités du Conseil de l'Europe intéressent tous les domaines de la vie courante – sauf les questions de défense. Elles ont abouti à l'élaboration d'un large éventail de normes, chartes et conventions destinées à faciliter la coopération entre les pays membres du Conseil et à renforcer la construction européenne. Le Conseil a également pour but de favoriser le progrès économique et social.
La Convention européenne des droits de l'homme ainsi que la Cour européenne des droits de l'homme qui l'applique, constituent les chevilles ouvrières du Conseil. C'est auprès de cette Cour que tous les individus, ressortissants ou non des États parties à la Convention, peuvent introduire des requêtes s'ils estiment qu'un État partie à la Convention a enfreint leurs droits.
Le français et l'anglais sont les deux langues officielles du Conseil. Ses organes statutaires, le Comité des ministres et l'Assemblée parlementaire, forment un quadrilogue avec le Congrès des pouvoirs locaux et régionaux et la Conférence des organisations internationales non gouvernementales ; ils travaillent également en allemand, italien, russe et turc.

## Histoire

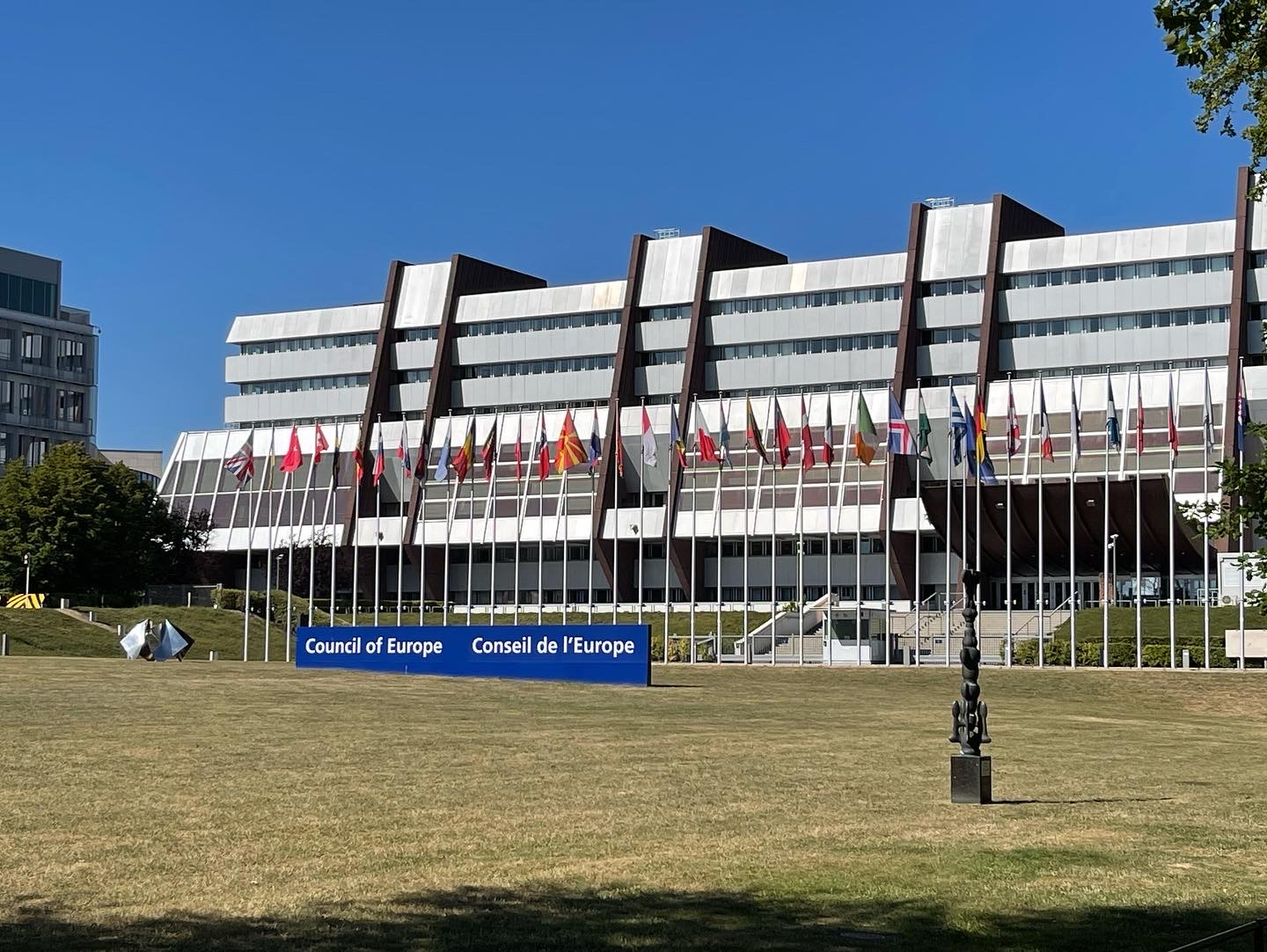
Le Palais de l'Europe à Strasbourg (Architecte Henry Bernard, Conseil de l'Europe).

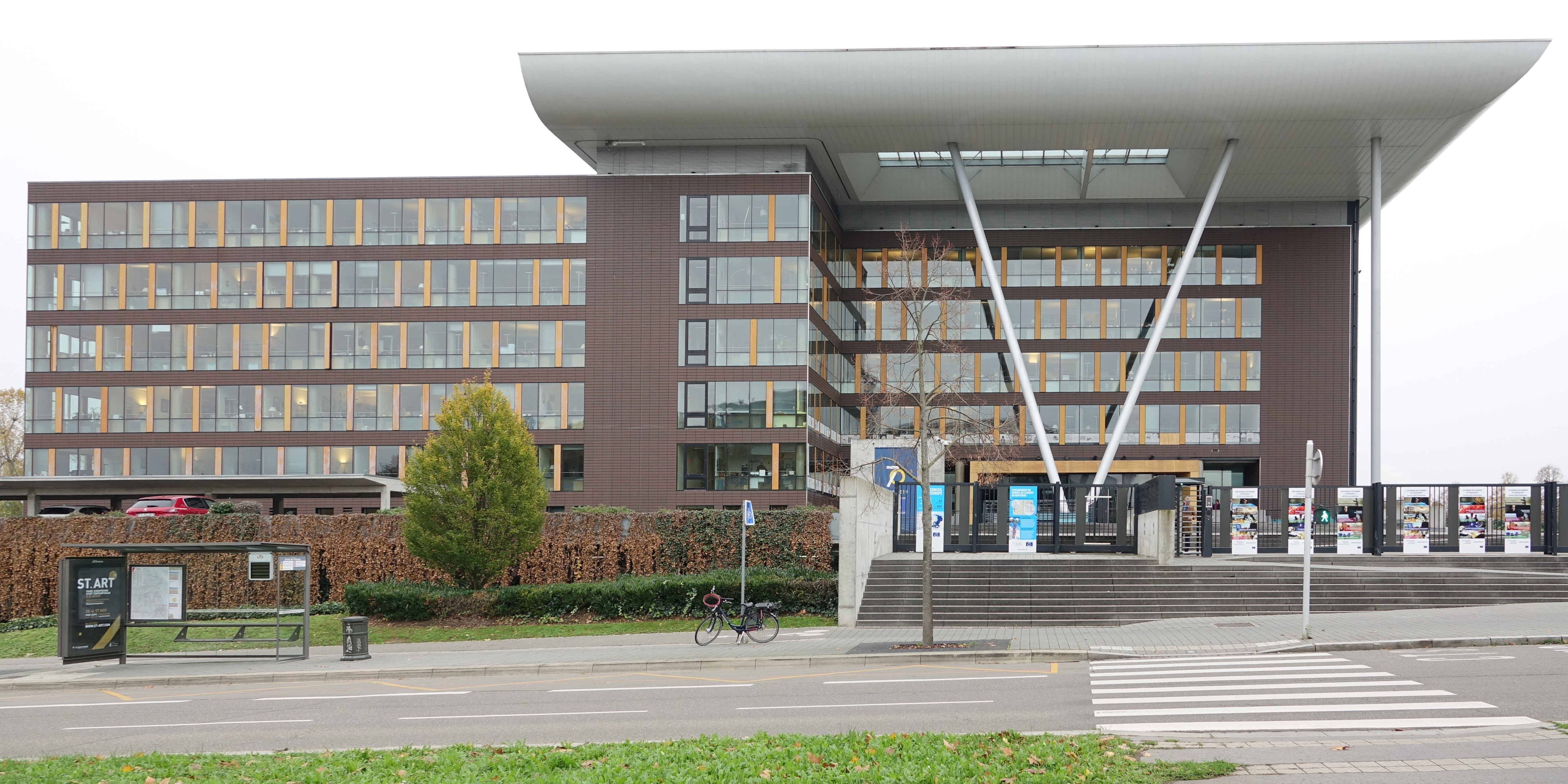
Le bâtiment Agora à Strasbourg.

### Prémices de l’idée européenne (1945-1949)
En 1945, à la fin de la Seconde Guerre mondiale, l'Europe, affligée de destructions et de souffrances sans précédent, doit faire face à de nouveaux défis politiques, la réconciliation des peuples d'Europe en particulier. Cette situation est propice à la réalisation d'une idée ancienne : la construction européenne par la création d'institutions communes. Dans son célèbre discours prononcé à l'université de Zurich le 19 septembre 1946, Winston Churchill appelait de ses vœux la reconstruction de l'Europe continentale en une sorte d'États-Unis d'Europe et la création du Conseil de l'Europe.
Au mois de novembre 1947, un comité international de coordination des mouvements pour l’unité européenne est créé. Visant à sensibiliser les politiques sur son projet, il souhaite organiser un événement qui marque l'opinion publique. Cet événement est le congrès de La Haye qui, en 1948, rassemble plus de 700 délégués des gouvernements, des décideurs et de la société civile de presque tous les pays d'Europe afin d'examiner la future structure d'une organisation européenne. Il y a là deux écoles de pensée : l'une favorable à une organisation internationale classique dotée de représentants des gouvernements, et l'autre penchant davantage pour une tribune politique de parlementaires. Les deux approches sont finalement combinées pour aboutir à la création du Comité des ministres et de l'Assemblée parlementaire.

### Création du Conseil de l’Europe et adoption de la Convention européenne des droits de l'homme (1949-1953)
Le Conseil de l'Europe est fondé le 5 mai 1949 par le traité de Londres, signé dans la même ville par dix pays : Belgique, Danemark, France, Irlande, Italie, Luxembourg, Pays-Bas, Norvège, Suède et Royaume-Uni.
Le statut entre en vigueur le 3 août 1949. Le 9 août 1949, la Turquie et la Grèce adhèrent, suivies en 1950 de l'Islande et l'Allemagne de l'Ouest.

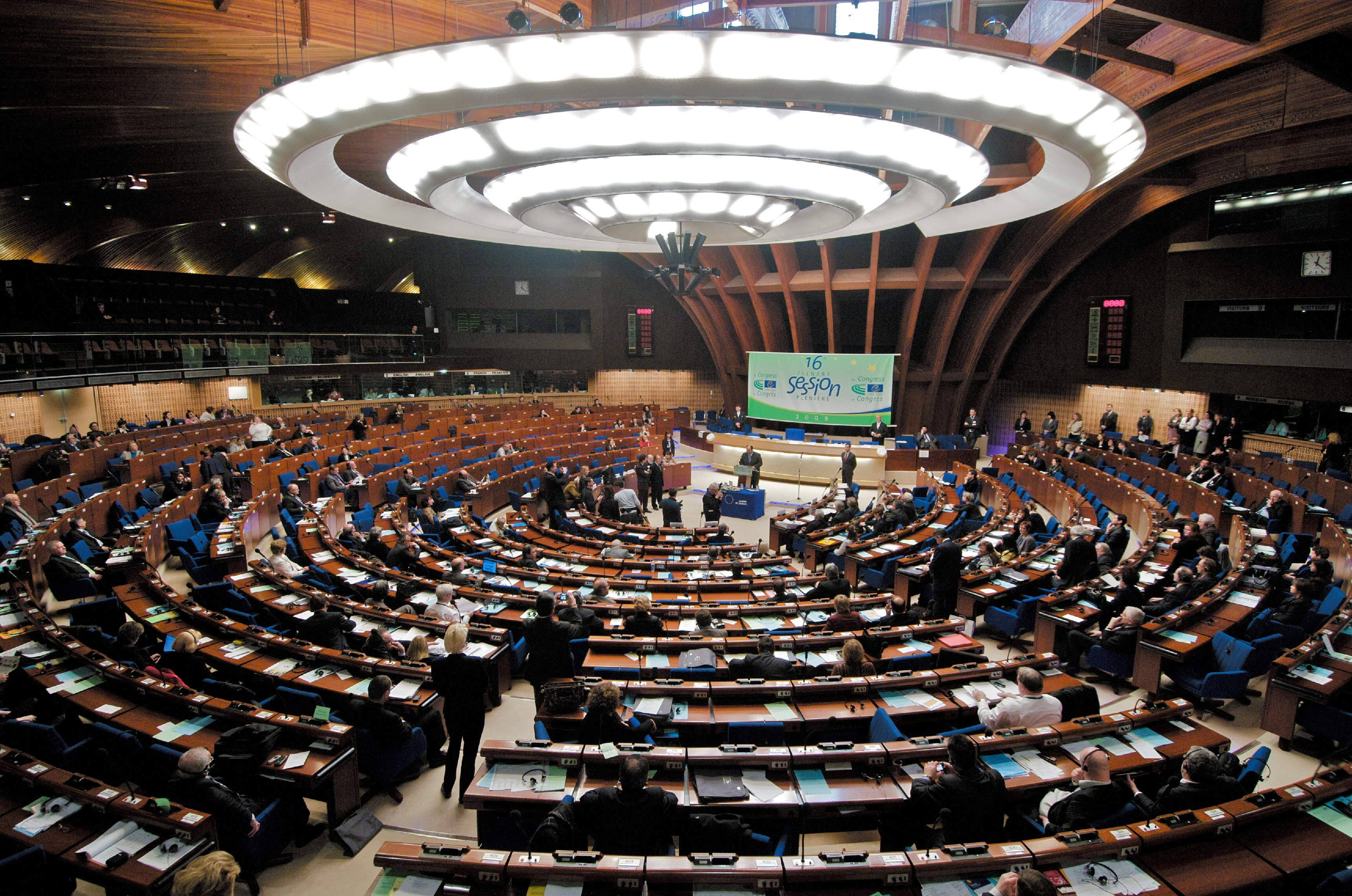
Séance plénière du Conseil de l'Europe à Strasbourg.

Dans le cadre de son objectif de promouvoir les droits de l'homme, il se dote le 4 novembre 1950 de la Convention européenne des droits de l'homme qui entre en vigueur le 3 septembre 1953. La Cour européenne des droits de l'homme est créée le 18 septembre 1959 en vue de faire respecter la Convention.
La Convention énonce une liste de droits reconnus dans chacune des législations des 46 États membres et dont la Cour européenne des droits de l'homme surveille le respect en dernier recours.

### Élargissement à l’Est (1989-1996)
L'élargissement vers l'Est se fait en deux vagues successives : les pays d'Europe centrale et orientale sont les premiers à adhérer et sont suivis par l'Estonie, la Lettonie, la Lituanie, la Russie et la Slovénie, et enfin les États issus de l'ex-URSS et de l’ex-Yougoslavie.
À la suite de l'ouverture de l'Union soviétique, le Conseil de l'Europe décide le 11 mai 1989 de créer le statut d'invité spécial à l'Assemblée parlementaire afin de faciliter l'élargissement. Ce statut est octroyé, dès le 8 juin de la même année, à la Pologne et à la Yougoslavie puis, durant l'été 1989, à la Hongrie et au Soviet suprême de l'URSS. La secrétaire générale Catherine Lalumière – ayant pris ses fonctions le 1er juin 1989 – souhaite ouvrir la politique du Conseil de l’Europe à l'Est. Le 7 mai 1990, ce statut est également octroyé à la Tchécoslovaquie et à la République démocratique allemande. Enfin, le 3 juillet 1990, il est octroyé à la Bulgarie.
Le 10 mai 1990, après la chute du mur de Berlin en novembre 1989, la Commission européenne pour la démocratie par le droit, aussi appelée « Commission de Venise », est créée dans le but d'aider les pays de l'ex-Union soviétique à mettre en place les lois et institutions nécessaires à leur démocratisation.
Une des problématiques soulevées à cette période est celle de l'adhésion de la Russie, dont la demande est faite le 7 mai 1992. En effet, cela crée une tension entre la volonté de faire entrer dans l’organisation un État au poids politique important et le fait que ce même État ne respecte pas certaines valeurs fondamentales du Conseil de l’Europe. Le 15 juin 1992, la Douma prend le statut d'invité spécial à la suite du Soviet suprême. Cependant, en dépit du soutien affiché du Comité des ministres, la situation en Russie s'aggrave durant la crise constitutionnelle russe, culminant le 4 octobre 1993 par un siège du parlement russe mené par l'armée sous les ordres de Boris Eltsine. Lors du sommet de Vienne, Eltsine rassure les chefs d’États et de gouvernement du Conseil de l'Europe en réaffirmant sa volonté d'adhérer. L'Assemblée parlementaire reste toutefois réticente.
L'éclatement de la première guerre de Tchétchénie en décembre 1994 conduit l'Assemblée parlementaire à geler les négociations d'adhésion de la Russie — sans lui retirer son statut d'invité spécial — par une résolution adoptée le 2 février 1995. La conclusion d'un accord de paix en juillet 1995 favorise, en dépit du fait que la guerre n'est pas encore finie, la reprise des négociations le 26 septembre 1995. Finalement, le 30 novembre 1995, la commission des affaires politiques donne son accord sur l'adhésion à la condition que les élections législatives russes de 1995 se déroulent correctement. Finalement, le principe de l'adhésion est accepté sans condition le 20 décembre 1995. Selon B. Wassenberg, cela montre « une pression politique forte […] en faveur de l'adhésion de la Russie », qui ne respecte pourtant pas certaines normes et valeurs de l'organisation (droits de l'homme, état de droit, etc.), reposant notamment sur le besoin de maintenir la stabilité démocratique et la sécurité du reste de l'Europe.
Finalement, le Comité des ministres invite la Russie le 8 février 1996 et l'adhésion devient effective le 28 février de la même année.

### Évolution du mandat politique (depuis 1993)
Lors du premier sommet du Conseil de l'Europe à Vienne en Autriche les 8 et 9 octobre 1993, les chefs d’État et de gouvernement décident que le Conseil de l’Europe « serait le gardien de la sécurité démocratique fondée sur les droits de l'homme, la démocratie et l'état de droit ».
Le 10 octobre 1997, Daniel Tarschys, professeur de sciences politiques à l'université de Stockholm et secrétaire général du Conseil de l'Europe de 1994 à 1999, prononce un discours relatif aux nouvelles menaces et au nouveau rôle du Conseil de l'Europe. Il souligne ainsi une transition d'une menace incarnée par la concentration du pouvoir militaire à des menaces plus petites, incarnant des fractures au sein de la société européenne : la pauvreté, le crime, la corruption, la démagogie. Rappelant la déclaration de Vienne de 1993, il rappelle la nouvelle définition donnée au rôle Conseil de l'Europe en tant que garant de la démocratie pluraliste. La « sécurité démocratique » est donc l'objectif principal du Conseil de l'Europe qui bénéficie de cinq atouts :
- la portée de l'organisation : toute l'Europe démocratique est membre de l'organisation ;
- son rayonnement : fondé sur une forme de coopération entre les gouvernements, les parlementaires et les représentants des autorités régionales et locales, des experts et les organisations non gouvernementales ;
- son rôle dans l'établissement de standards ;
- sa capacité d'innovation ;
- son rôle en tant qu'autorité suprême assurant le respect des droits de l'homme sur le continent.

### Conseil de l'Europe et Russie
La Russie a reproché au Conseil de l'Europe, lorsqu’elle était membre, de s'éloigner de l'objectif de l'organisation d'une grande Europe, pour ne plus examiner que des problèmes relatifs aux droits de l'homme et à la pratique démocratique. La condamnation de la Russie en février 2005 par la Cour européenne des droits de l’homme, à la suite d'une plainte déposée par des Tchétchènes, ouvre un précédent et devient presque un « casus belli » entre la Cour de Strasbourg et le Kremlin.
Le 24 juin 2019, l’Assemblée parlementaire du Conseil de l'Europe (APCE), décide de lever les sanctions prises contre la Russie après l'annexion de la Crimée en 2014. Certains ont considéré qu'il s'agissait d'une fleur faite à Vladimir Poutine, qui se tourne alors vers les États-Unis de Donald Trump. D'autres ont vu la décision de l'APCE comme un moyen de protéger les droits des citoyens russes. En 2014, la Russie se voit privée de droit de vote au Conseil de l'Europe.
Le 25 février 2022, le Conseil prend la décision de suspendre la Russie de ses droits de représentation au Comité des ministres et à l'Assemblée parlementaire avec effet immédiat, en raison de l'invasion de l'Ukraine par la Russie. Une procédure d'exclusion est également engagée, conformément à l'article 8 du Statut du Conseil de l'Europe. Le 10 mars, la Russie annonce alors qu'elle suspend sa participation à l'organisation, faisant valoir l'article 7 du Statut. Ce retrait aurait donc dû prendre effet à la fin de l'année financière. Une demande officielle est déposée en ce sens le 15 mars 2022, prenant les devants de l'avis voté par l'Assemblée parlementaire du Conseil le même jour, qui tranche en faveur de l'exclusion du pays. Le 16 mars 2022, le Comité des ministres décide donc d'exclure la Russie du Conseil de l'Europe, avec effet immédiat.

## Géographie

### États membres du Conseil de l'Europe
En 2022, sans la Russie, le Conseil de l'Europe compte 46 États membres.
|                                              |
| - États membres du Conseil de l'Europe (46). |

### États candidats
Le Conseil de l’Europe compte deux États candidats : la Biélorussie et le Kosovo. En 2024, l'Assemblée parlementaire du Conseil de l'Europe a recommandé que le Kosovo soit invité à devenir membre par 131 voix pour, 29 contre et 11 abstentions.

### États observateurs
Le Conseil de l’Europe compte quatre États observateurs : le Canada, les États-Unis, le Japon et le Mexique, ainsi qu'un sujet de droit international : le Saint-Siège.

### Siège du Conseil de l'Europe
Le siège du Conseil de l'Europe est fixé à Strasbourg, en France, par l'article 11 de son statut. Il a tenu sa première réunion au palais universitaire de Strasbourg en 1949 et occupe aujourd'hui le Palais de l'Europe, sur un site où sont également regroupés le Palais des droits de l'homme (siège de la Cour européenne des droits de l'homme) et d'autres bâtiments du Conseil tels que l'Agora, construit en 2007, et d'organismes qui en dépendent (Direction européenne de la qualité du médicament et soins de santé, Centre européen de la jeunesse).
Certains organes non statutaires sont basés ailleurs en Europe. Ainsi, la Banque de développement du Conseil de l'Europe a son siège administratif à Paris, le Centre Nord-Sud du Conseil de l'Europe est établi à Lisbonne (Portugal), tandis que le Centre européen des langues vivantes, porteur de projets liés au CECRL (Cadre européen commun de référence pour les langues), est situé à Graz (Autriche). Le Centre européen de la jeunesse comprend deux structures, l'une à Budapest (Hongrie) et l'autre à Strasbourg.

## Objectifs et organisation

### Objectifs

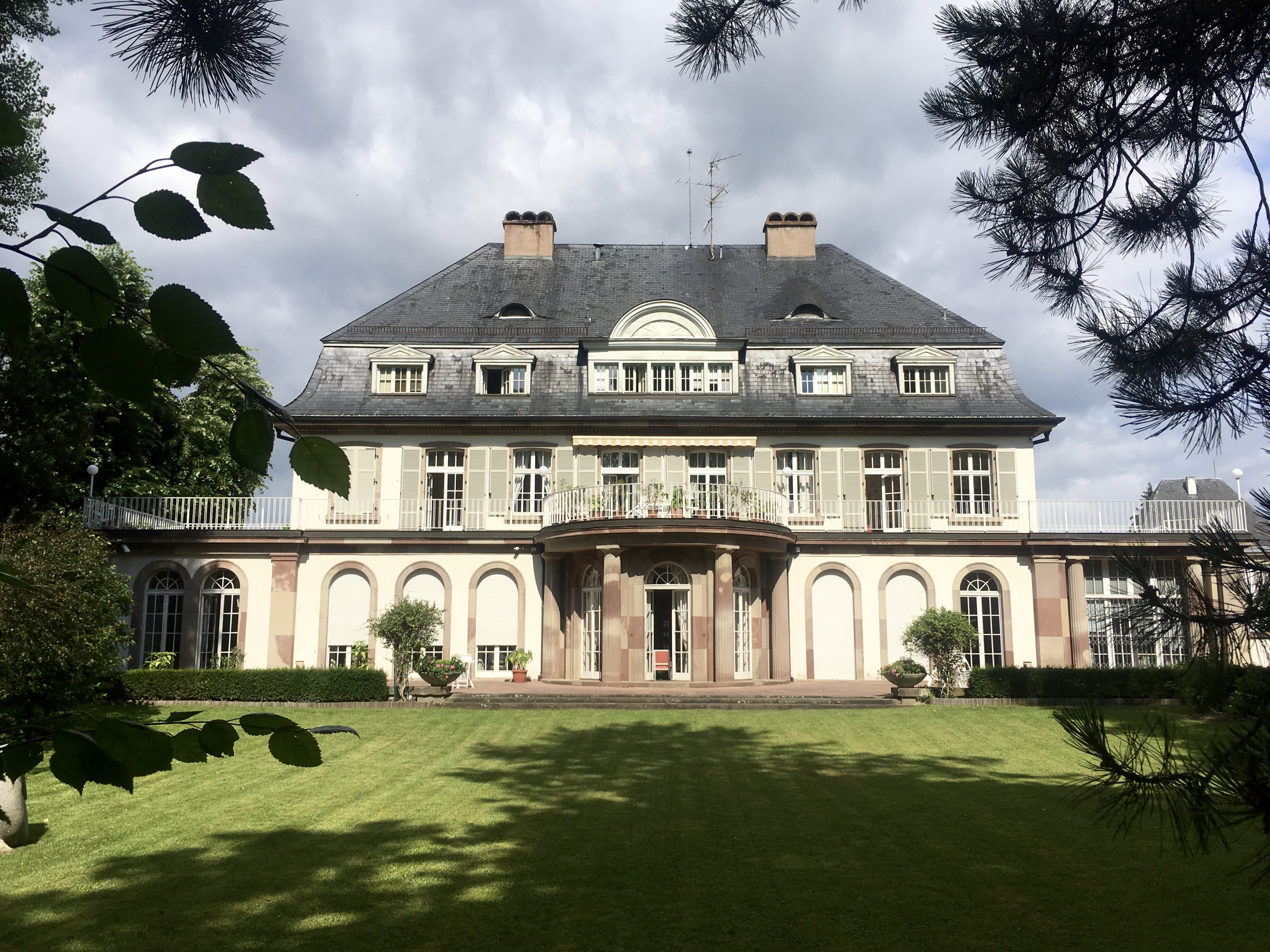
Représentation permanente de la France auprès du Conseil de l'Europe, Strasbourg.

Les objectifs premiers du Conseil de l'Europe sont définis dans le traité de Londres du 5 mai 1949. Son introduction rappelle l'attachement aux valeurs de paix, de justice et de coopération internationale, aux valeurs spirituelles et morales du patrimoine commun de l'Europe, grâce auxquelles furent posés les principes démocratiques de liberté individuelle, de liberté politique et de prééminence du droit. Dès cette introduction apparaît la notion de « progrès social ».
L'article premier pose comme but du Conseil de l'Europe la réalisation d'une union plus étroite entre ses membres autour de ces idéaux et principes ; cela sera poursuivi, précise-t-il, au moyen des organes du Conseil, par une action commune dans les domaines économique, social, culturel, scientifique, juridique et administratif. Une place particulière est donnée à la sauvegarde et au développement des droits de l'homme et des libertés fondamentales. Il est rappelé que cela ne doit pas altérer la contribution à l'œuvre des Nations unies. Enfin, les questions de défense nationale ne sont pas de la compétence du Conseil de l'Europe.
La promotion des droits de l’homme et du droit en général ne sont pas ses seules prérogatives ; à cela s'ajoute un aspect culturel avec la Convention culturelle européenne du 19 décembre 1954, économique avec la création du Fonds de rétablissement, ou encore social avec la Charte sociale européenne de 1961. L'entente en Europe doit être favorisée par une meilleure compréhension commune des cultures et par la pratique des langues des autres pays membres. C'est à cette fin que le Conseil de l'Europe a initié le Cadre européen commun de référence pour les langues (CECRL) pour renouveler l'étude des langues.

### Organes statutaires
Le Conseil de l’Europe dispose de deux organes statutaires, l’Assemblée parlementaire et le Comité des ministres, et d’un organe de soutien, le Secrétaire général.

#### Assemblée parlementaire
Historiquement, c'est la première assemblée parlementaire du continent. Elle est composée de 324 membres et de 324 suppléants élus ou désignés par les parlements nationaux. Le nombre de représentants par pays dépend de sa démographie (de deux à dix-huit). L'assemblée se réunit quatre fois par an pendant une semaine. Les travaux de l'assemblée sont préparés par des commissions spécialisées. Elle siège au Palais de l'Europe à Strasbourg.

#### Comité des ministres
Le Comité est composé des ministres des Affaires étrangères, et se réunit à ce niveau ministériel une fois par an. Leurs délégués, les représentants permanents, se réunissent une fois par semaine et délibèrent dans un quorum à huis clos. Les ministres exercent la présidence du comité à tour de rôle, par ordre alphabétique, pour une durée de six mois. La présidence est actuellement exercée par Malte depuis mai 2025, prenant ainsi la suite du Luxembourg.

#### Secrétaire général
Élu par l'Assemblée parlementaire pour cinq ans, mandat renouvelable, il est l'organe administratif du conseil de l'Europe et responsable du budget du Conseil de l'Europe (qui en 2004 s'élevait à 180 millions d'euros et en 2007 à un peu plus de 197 millions d'euros), dont le financement vient du gouvernement des États membres.

#### Sommet des chefs d'État
Les sommets sont la réunion de chefs d'État et de gouvernement et ont lieu épisodiquement depuis les années 1990. Ils doivent permettre d'aider le Comité des ministres et de donner de nouvelles impulsions au Conseil de l'Europe.
1. Vienne, Sommet du Conseil de l'Europe des 8 et 9 octobre 1993
2. Strasbourg, Sommet du Conseil de l'Europe des 10 et 11 octobre 1997
3. Varsovie, Sommet du Conseil de l'Europe des 16 et 17 mai 2005
4. Reykjavik, Sommet du Conseil de l'Europe des 16 et 17 mai 2023

### Autres organes

#### Congrès des pouvoirs locaux et régionaux
Le Congrès constitue, avec l'Assemblée parlementaire et le Comité des ministres, le troisième pilier du Conseil de l'Europe. Il a été créé en 1994. Il joue un rôle décisif dans la promotion de la démocratie en associant les collectivités locales et régionales aux travaux du Conseil de l'Europe. Il est composé de deux chambres :
- la Chambre des pouvoirs locaux ;
- la Chambre des régions.

L'assemblée des deux chambres comprend 318 représentants et 318 suppléants représentant plus de 200 000 collectivités locales et régionales des États membres. Il se réunit deux fois par an à Strasbourg. Par la discussion et l'échange, le Congrès cherche à renforcer les structures démocratiques locales, en particulier dans les nouvelles démocraties.
Les deux chambres élisent un président du Congrès.

#### Conférence des organisations internationales non gouvernementales
Représentant la société civile, 400 OING sont membres de la Conférence. Elles contribuent activement de diverses manières à l'action et au rayonnement du Conseil de l'Europe tant par leurs contributions à la réflexion sur les multiples sujets abordés que par le suivi de l'application des diverses conventions que ses membres peuvent assurer dans les différents pays européens.
La Conférence se réunit 4 fois par an au Palais de l'Europe à Strasbourg aux mêmes dates que l'Assemblée parlementaire. De plus, elle exerce son expertise dans les différents comités directeurs et groupes d'experts.
Dotée depuis 2003 d'un statut participatif, elle constitue un des 4 piliers du Conseil de l'Europe, en lien étroit et en complémentarité avec les 3 autres (Comité des ministres, Assemblée parlementaire et Congrès des pouvoirs locaux et régionaux).
La Conférence des organisations internationales non gouvernementales est présidée par le Dr Jean-Marie Heydt depuis janvier 2009.

#### Cour européenne des droits de l'homme
La Cour européenne des droits de l'homme (CEDH, CrEDH ou CourEDH) est une juridiction internationale instituée en 1959 par le Conseil de l'Europe ayant pour mission d'assurer le respect des engagements souscrits par les États signataires de la Convention européenne des droits de l'homme.

#### Commissariat aux droits de l'homme
Le Commissariat aux droits de l'homme est une institution indépendante au sein du Conseil de l'Europe ; sa mission est de promouvoir la prise de conscience et le respect des droits de l'homme dans les 46 États membres du Conseil de l'Europe.
Il est élu par l'assemblée parlementaire pour un mandat de six ans, mandat non renouvelable, et est chargé de promouvoir l'éducation, la sensibilisation ainsi que le respect des droits de l'homme. Il peut adresser des recommandations aux États membres et des rapports au Comité des ministres et à l'Assemblée parlementaire.
En 1999, le Comité des ministres a adopté une résolution qui institue la fonction de Commissaire et définit le mandat du Commissaire. Le premier Commissaire, M. Alvaro Gil-Robles, a occupé ce poste du 15 octobre 1999 au 31 mars 2006, puis M. Thomas Hammarberg du 1er avril 2006 au 31 mars 2012, suivi par M. Nils Muižnieks jusqu'en 2018. Le Commissaire actuel, Michael O'Flaherty
, a pris ses fonctions le 1er avril 2024.

#### Autres institutions
- Commission européenne pour la démocratie par le droit (Commission de Venise)
- Direction européenne de la qualité du médicament et soins de santé
- Comité européen des Droits sociaux
- Comité européen pour la prévention de la torture et des peines ou traitements inhumains ou dégradants (CPT)
- Commission européenne pour l'efficacité de la justice (CEPEJ)
- Commission européenne contre le racisme et l'intolérance
- Conférence des organisations internationales non gouvernementales (OING)
- Tribunal administratif du Conseil de l'Europe (TACE)
- Comité européen sur la population
- Centre européen des langues vivantes

## Activités

### État de droit, prééminence du droit démocratique
Chaque année le Conseil organise un Forum mondial de la démocratie, plateforme pour débattre sur les sujets démocratiques.

### Conventions et chartes
Contrairement aux institutions et emblèmes officiels du Conseil de l'Europe, les conventions adoptées par l’Assemblée parlementaire du Conseil de l’Europe n'ont pas de caractère obligatoire pour tous ses pays membres. Ainsi, les conventions suivantes, adoptées au Conseil, n'ont pas été ratifiées par l'ensemble des pays membres et sont soumises à la ratification volontaire des membres :
- Convention européenne des droits de l'homme (CEDH, Convention de sauvegarde des droits de l'homme et des libertés fondamentales)
- Charte sociale européenne (adoptée en 1961 et révisée en 1996)
- Convention culturelle européenne (1954)
- Convention européenne d'extradition (1957)
- Convention européenne pour la répression du terrorisme (1977)
- Convention européenne pour la prévention de la torture et des peines ou traitement inhumains ou dégradants (en) (1987)
- Convention pour la protection des personnes à l'égard du traitement automatisé des données à caractère personnel (1981)
- Convention-cadre pour la protection des minorités nationales (1991)
- Convention du Conseil de l'Europe sur la lutte contre la traite des êtres humains[34] (2005)
- Charte européenne de l'autonomie locale
- Charte européenne des langues régionales ou minoritaires
- Charte urbaine européenne
- Convention européenne du paysage
- Charte sur la participation des jeunes à la vie locale et régionale
- Convention sur la participation des étrangers à la vie publique au niveau local
- Convention de Strasbourg du 6 mai 1963 concernant la double nationalité et le service militaire (accord d'interprétation signé par certains États contractants en 2007)
- Convention du Conseil de l'Europe sur la protection des enfants contre l'exploitation et les abus sexuels[35] (2007)
- Convention sur les droits de l'homme et la biomédecine [36] (1997)
- Convention contre le dopage[37] (1989)
- Convention pénale sur la corruption (1999) (STE no 173) et protocole additionnel à la Convention (STE no 191)
- Convention civile sur la corruption (STE no 174)
- Convention relative au blanchiment, au dépistage, à la saisie et à la confiscation des produits du crime (STE no 141)
- Convention sur la cybercriminalité (STE no 185) et protocole additionnel à la Convention sur la cybercriminalité, relatif à l'incrimination d'actes de nature raciste et xénophobe commis par le biais de systèmes informatiques (STE no 189)
- Convention sur la prévention des cas d'apatridie en relation avec la succession d’États (en vigueur depuis le 1er mai 2009)
- Convention du Conseil de l'Europe sur la lutte contre la violence à l’égard des femmes et la violence domestique (Convention d'Istanbul) - en vigueur depuis le 1er août 2014
- Convention sur la valeur du patrimoine culturel pour la société, dite « Convention de Faro »

Au-delà du seul Conseil de l'Europe, l'Union européenne, dont tous les membres doivent avoir ratifié la Convention européenne de sauvegarde des droits de l'homme et des libertés fondamentales, et l’Association européenne de libre-échange, ont requis la ratification de certaines de ces conventions comme condition préalable à leur adhésion, sans toutefois les requérir pour leurs membres actuels.
De plus, des conventions de libre-échange et/ou de liberté de circulation ou chartes existent parallèlement entre ces trois institutions et d'autres institutions de coopération régionale européenne ou extra-européenne, qui permettent d'étendre la compétence de certaines des institutions du Conseil de l'Europe au-delà de ses seuls membres.
Parmi les actes de ratification des traités d'adhésion au Conseil de l'Europe, les pays membres ne sont pas obligatoirement engagés concernant leurs territoires autonomes en Europe ou ailleurs dans le monde si leur Constitution leur accorde le droit de décider avec les territoires concernés du statut et de l'application des traités internationaux aux territoires dont ils sont les représentants. Sauf si les territoires autonomes en décident autrement (et ces territoires autonomes disposent du droit de se retirer de ces conventions et traités tant qu'ils ne sont pas reconnus indépendants et pleinement autogouvernés, en vertu du droit à l'autodétermination reconnu par le Conseil de l'Europe et les traités de l'ONU, dans les limites des Constitutions de chaque pays signataire).

### Relations avec d'autres organisations internationales
Le Conseil de l'Europe a des bureaux à Paris et à Bruxelles ainsi que dans les capitales de plusieurs autres États membres.

#### Relations avec les Nations unies
Le Conseil de l'Europe est doté du statut d'observateur auprès des Nations unies et dispose ainsi de bureaux de liaison à New York, à Genève et à Vienne.

#### Relations avec l'Union européenne
Le siège du Conseil de l'Europe se situe à proximité directe du siège du Parlement européen, ce qui facilite la collaboration entre l'Europe des 46 (Conseil de l'Europe) et l'Europe des 27 (Union européenne). Les deux entités, n'ayant pas de liens organiques formels et donc à ne pas confondre, ont néanmoins longtemps partagé la même salle d'assemblée (l'hémicycle du Palais de l'Europe) jusqu'en 1999. Le quartier de l'Orangerie accueille également la plupart des Représentations permanentes.

## Emblèmes et symboles
Les emblèmes officiels du Conseil de l'Europe sont :
- Le drapeau européen, la bannière d'azur portant une couronne de douze étoiles d'or ; adopté le 13 décembre 1955 par l'Assemblée parlementaire, il peut être utilisé officiellement par le Conseil de l'Europe lui-même ou par chacun de ses pays membres, mais il doit symboliser toute l'Europe et permettre à tous les peuples européens de s'y identifier, et pas seulement leurs pays ou leur gouvernement, qu'ils soient membres ou non du Conseil de l'Europe. Ce drapeau a été adopté ensuite séparément comme emblème par les Communautés européennes en 1983 et utilisé à partir de 1986, puis adopté par l'Union européenne lors de l'acte unique de fusion des communautés[39], dans les deux cas avec l'accord du Conseil de l'Europe. Contrairement à certaines idées reçues, le nombre d'étoiles sur le drapeau a toujours été de douze, symbole de perfection ou de plénitude, mais pas du nombre de pays membres (en 1955, lors de l'adoption du drapeau européen, le Conseil de l'Europe comptait déjà quinze membres. L'un des quinze membres étant la Sarre, la RFA ne voulait pas entériner son indépendance et refusa donc de mettre une étoile par membre).
- L'hymne européen, adopté en 1971 par le Comité des ministres et présenté lors de la journée de l'Europe en 1972, est le prélude de l'Ode à la joie orchestré dans la Symphonie no 9 de Ludwig van Beethoven, et ce prélude est joué sans paroles quand il symbolise une institution européenne. Cet hymne est plus tard adopté aussi par la Communauté européenne en 1986, puis par l'Union européenne.
- Le logo du Conseil de l'Europe, est formé à partir du drapeau européen sur lequel s'inscrit un signe d'or qui rappelle un tourbillon ; il ne peut être employé que par le Conseil de l'Europe comme élément distinctif dans ses communications officielles. Il a été adopté en 1999, à l'occasion de son 50e anniversaire, et entériné par le Comité des ministres. Il permet que le Conseil de l'Europe, souvent confondu avec l'Union européenne et ses institutions, ait son logotype distinctif. Inspiré du drapeau européen qu'il a lui-même porté en 1955, et qui fut ensuite adopté par l'Union européenne, le signe entourant le cercle central exprime une spirale, traduisant le dynamisme et le partage entre les différents pays[40],[41]. Il est protégé par un copyright et ne peut être utilisé sans autorisation préalable.
- La journée de l'Europe, instituée en 1964 et célébrée le 5 mai. À ne pas confondre avec la journée de l’Union européenne, instituée en 1985 et célébrée le 9 mai.

Le drapeau européen.
Logo du Conseil de l'Europe.

## Collections
Le Conseil de l’Europe conserve des centaines d'œuvres et objets offerts par les États membres lors de leur adhésion ou à l’occasion de visites officielles. Une partie des œuvres est exposée, de manière temporaire ou permanente, dans le bâtiment ou les espaces extérieurs du Conseil.
Les dons des États au Conseil de l'Europe doivent faire l'objet d'une description préalable et être acceptés selon plusieurs critères. Le Conseil vérifie les dimensions et le poids pour une exposition optimale. Les œuvres ne doivent pas entrer en contradiction avec les principes européens et ne peuvent déroger à des principes diplomatiques, comme par exemple, une récupération d’une forme d’art ou d’artisanat d’un territoire contesté entre deux pays membres. Le drapeau européen, spécialement tissé pour l’occasion, qui a accompagné la mission américaine Apollo 16 allée sur la Lune en 1972 est conservé dans les réserves du Conseil, de même qu'un autre drapeau du Conseil de l’Europe ayant voyagé en 1999 dans la station spatiale russe Mir via le cosmodrome de Baïkonour.
Une statuette en bronze de Miró, La Femme aux beaux seins, offerte en 1979 au Conseil de l'Europe par l'artiste, a servi pendant plus de 40 ans de trophée pour le Prix du Musée. Ce prix du Conseil récompense chaque année un musée pour sa contribution au rapprochement des cultures et à la promotion des droits de l’homme et de la démocratie.

## Polémiques
Selon une enquête de plusieurs journaux européens en 2017, d'anciennes figures de l'Assemblée parlementaire du Conseil de l'Europe (des lobbyistes et le député italien Luca Volontè) ont reçu des pots-de-vin du régime azerbaïdjanais dans ce qu'on a appelé la diplomatie du caviar, afin de taire les critiques sur la répression politique en Azerbaïdjan.
En 2021, une campagne du Conseil de l'Europe, cofinancée par l'Union européenne et défendant l'option du port du hidjab, est accusée de promouvoir le voile islamique. En effet, cette campagne présente des portraits de plusieurs jeunes femmes, voilées sur une seule moitié de l'image, avec un message, en anglais, qui affirme : « Beauty is in diversity as freedom is in hijab (la beauté est dans la diversité comme la liberté est dans le hijab) » et « How boring would be the world if everyone would look the same? Celebrate diversity and respect hijab (Comme le monde serait-il ennuyeux si tout le monde se ressemblait ? Célébrons la diversité et respectons le hijab) »,,. Gabriel Attal, alors porte-parole du gouvernement français, dénonce « une campagne identitaire allant à l’encontre du bon sens ». Il dit sur ce sujet qu'« il ne faut pas confondre la liberté religieuse, avec la promotion, de facto, d'un signe religieux ». Sarah El Haïry, alors secrétaire d'État chargée de la Jeunesse et du Service national universel, déclare que « la campagne est choquante car elle prône une vision identitaire, communautariste et est à l'opposé même de la vision de la France ». Face à cette controverse, le Conseil de l'Europe supprime une vidéo liée à cette campagne.